# Instituto de Estudios Políticos de Rennes

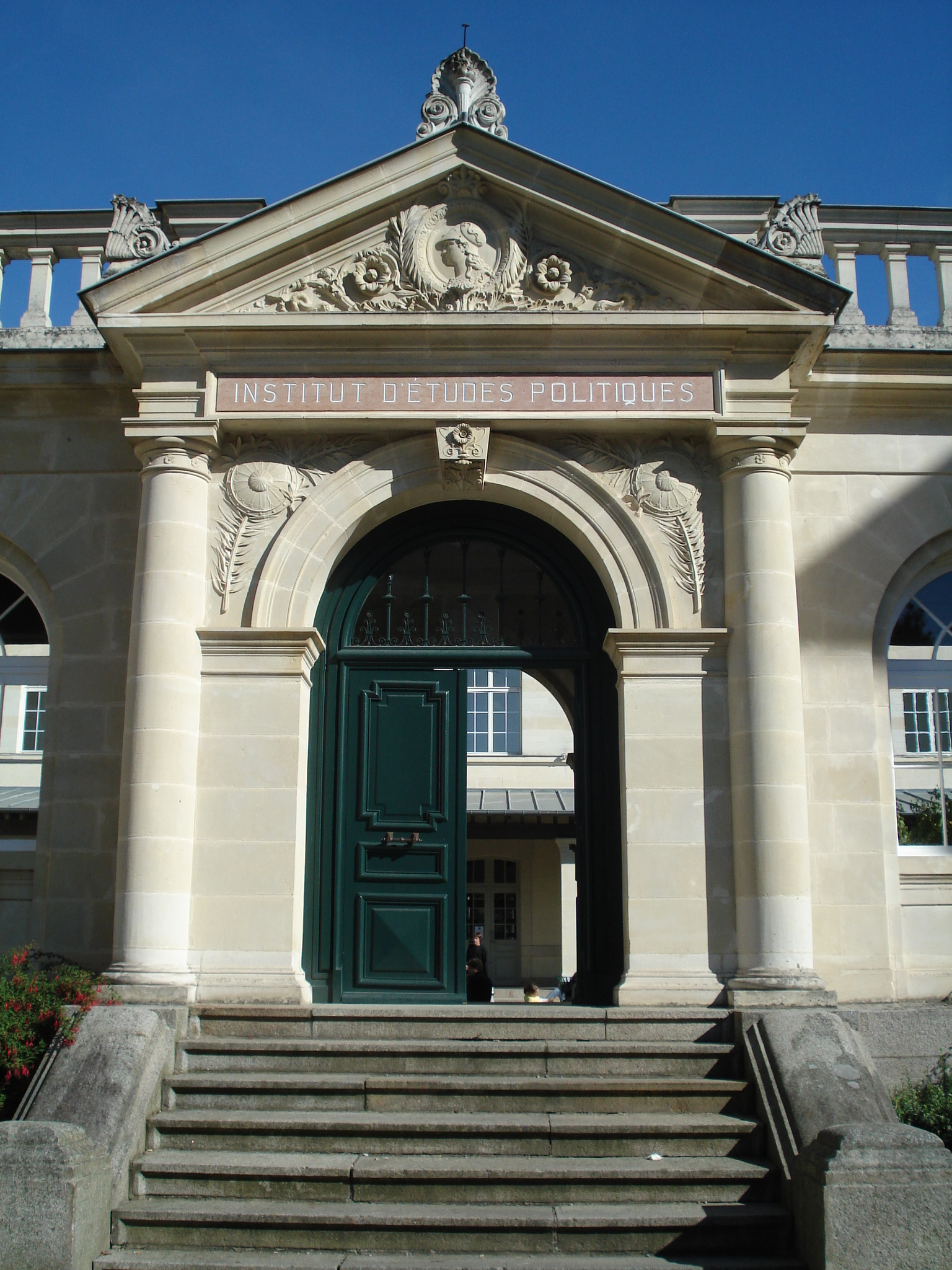
Frontis del Instituto de Estudios Políticos de Rennes.

El Instituto de Estudios Políticos de Rennes, también conocido como IEP de Rennes o, en francés, Sciences Po Rennes, es un establecimiento público francés de enseñanza superior creado en 1991, situado en la ciudad de Rennes perteneciente a la Universidad de Rennes I. Pertenece a la categoría de las Grandes Écoles francesas.

## Historia
El IEP de Rennes fue creado el 23 de junio de 1991 mediante decreto de Ley 95-562, el mismo decreto sanciona además la creación del Instituto de Estudios Políticos de Lille.
Es un establecimiento público de carácter administrativo adjunto a la Universidad de Rennes I.

### Directores
- 1991–1999 : Marcel Morabito, abogado de Derecho Público, hoy profesor de IEP de París.
- 1999–2004 : Tanneguy Larzul, abogado de Derecho Público, hoy rector de la academia de Amiens.
- 2004-2009 : Erik Neveu, polítologo y sociólogo.
- Desde 2009 : Patrick Le Floch, economista